# Мпаде
Мпаде (англ. Makary Kotoko/Mpade, мп. Mpadə) - афразийский язык народа макари, на котором говорят в Крайнесеверном регионе Камеруна в департаменте Логон и Шари, к югу от озера Чад, а также в республике Чад, в регионе Хаджер-Ламис, департаменте Хараз-Эль-Биар, супрефектуре Мани; городе Нджамена; области Мани на реке Логоне, к северу от города Нджамена.
Название "макари" язык получил по названию одного из городов, где на нём говорят. Мпаде - самоназвание этого города, и, соответственно, языка.

## Генеалогическая информация
В настоящее время принята такая классификация:
- Афразийская макросемья
  - Чадская семья или ветвь
    - Биумандарская, или центральночадская ветвь
      - Подгруппа B1 (в более традиционных для российской лингвистики терминах - речные[3] языки)
        - Языки котоко (собственно котоко; "kotoko proper[1]")
          - Северные котоко (кроме мпаде сюда относятся языки маслам, афаде и малгбе)

## Ареальная информация
Язык мпаде используется лишь в нескольких небольших городах и деревнях республик Чад и Камерун. В 15-18 вв. являлся одним из официальных языков королевства Котоко.
В связи с действиями миссионеров, в 19 веке большая часть северного Котоко была обращена в ислам; во время колониального раздела Африки эти территории попали под непосредственное влияние Германии, Франции и Англии (а мпаде - немецкого, французского и английского языков соответственно). Сказалось и соседство с носителями канури и чадского диалекта арабского языка. Таким образом, в настоящее время в языке мпаде принято выделять примерно треть (от общего количества слов) заимствований, причём распределены они следующим образом: 
| Язык                            | Количество заимствований |
| ------------------------------- | ------------------------ |
| Классический арабский           | 401                      |
| Канури                          | 379                      |
| Хауса                           | 37                       |
| Французский                     | 22                       |
| Английский                      | 21                       |
| Фульфульде                      | 10                       |
| Багирми                         | 8                        |
| Чадский диалект арабского языка | 6                        |
| Другие                          | 32                       |
| Всего                           | 916                      |

## Социолингвистическая информация
Большинство говорящих на языке мпаде - мусульмане; существуют также традиционные религии. 
По данным на 01.05.2019, носителей языка мпаде на вышеобозначенных территориях насчитывается примерно 16 тысяч; однако эти данные не учитывают носителей других областей Камеруна и Чада, а также близлежащих государств, поэтому реальное их количество может быть несколько больше.  
Сложности с пересчётом могут возникать и по иной причине - названия для "языка" и "деревни" у носителей совпадают. Например, носители языка мпаде поселения Дугумсилио скажут, что их язык называется ɗəgəmsəlio. В связи с этим, затрудняется различение между языком и диалектом.  
В настоящее время принято  выделять такие диалекты языка Мпаде: 
- Шу (Мани)

- Бодо

- Вулки

- Дигам

- Макари

Уровень грамотности носителей - очень низкий.  
Многие носители языка мпаде - билингвы. Дело в том, что в этом районе в подавляющем большинстве находятся арабы шоа; чадский диалект арабского языка является lingua franca для местных жителей, используется в рыночном контексте. В официальном общении используется французский язык.
По шкале EGIDS язык имеет статус "6b - под угрозой". Язык используется для устной коммуникации всех говорящих, но стремительно теряет популярность, практически не передаётся младшим поколениям.

## Морфология

#### Морфология существительного
Существует только две морфемы, выражающие грамматические (или лексико-грамматические) значения существительных: 
- Суффикс /-e/, выражающий множественное число:

| Корень | Множественное число | Перевод |
| ------ | ------------------- | ------- |
| wo     | woe                 | деревня |
| wom    | wome                | каноэ   |
| ʃá     | ʃáe                 | корова  |

| ā                                             | ʃí   | áskár-e    | wo      | dó    | i        | yá   | gə=   | gālkˈe |
| 3SG:M:CMPL                                    | pour | soldier-PL | village | DET:F | NEUT:3PL | want | PREP= | old:PL |
| 'Он послал солдат в деревню искать стариков.' |      |            |         |       |          |      |       |        |

- Суффикс /-ó/, выражающий диминутивность:

| Корень | Перевод     | Диминутив | Перевод           |
| ------ | ----------- | --------- | ----------------- |
| lam    | река        | lámó      | маленькая река    |
| ngam   | дикая кошка | ngámó     | кошка             |
| karú   | комната     | karúó     | маленькая комната |

А также три морфемы, выражающие переход слов из других лексических категорий в категорию существительного:
- Продуктивный суффикс инфинитива /-´n/, образующий номинализацию действия от соответствующего глагола:

| ɓará-n                                                                                   | si   | só    | a          | fē    | gó   | də    |
| nourish-INF                                                                              | REFL | DET:M | NEUT:3SG:M | fight | with | 3SG:F |
| 'Она столкнулась с трудностями, пытаясь найти еду.' (букв. питание себя сражалось с ней) |      |       |            |       |      |       |

- Суффикс /-i/, применимый примерно к 20 глаголам, образующий номинализацию продукта (product nominalization):

| Глагол | Перевод                           | Субстантив | Перевод                 |
| ------ | --------------------------------- | ---------- | ----------------------- |
| kwə̄n   | расти                             | kwāri      | рост (процесс)          |
| bāʦˈə  | срывать/ощипывать                 | bāʦˈi      | ощипывание, оскорбление |
| mādə̄‘  | умирать                           | madí       | смерть                  |
| ɗə̄     | приветствовать                    | ɗi         | приветствие             |
| básə   | возмещать, оплачивать             | bāsi       | плата                   |
| wālə   | причинять боль                    | wāli       | боль                    |
| wasə́   | натирать мазью                    | wāsi       | массаж                  |
| taɗə   | вспахивать, взбивать              | tāɗi       | рыхление                |
| ʧˈam   | отправлять кого-то сделать что-то | ʧˈāmi      | поручение               |
| mban   | купать                            | mbāri      | купание                 |
| hâm    | обещать                           | hāmi       | клятва                  |
| ʧˈā    | смеяться                          | ʧˈeí       | смех                    |
| də́wò   | покупать                          | də́wi / dwî | продажи                 |
| gə̄rʃ   | устать                            | gə́rʃī      | усталость               |

| ā                                                             | so     | gə-n       | ɗamá   | m-á       | tə    | rə       | bāʦˈi  | dó    | =wa  |
| 3SG:M:CMPL                                                    | insult | PREP-3SG:M | ADVERS | IRR-3SG:M | reply | 3SG:M:IO | insult | DET:F | =NEG |
| 'Онi оскорбил егоk, но онk не будет оскорблять егоi в ответ.' |        |            |        |           |       |          |        |       |      |

- Продуктивный суффикс /-sən/, формирующий абстрактные существительные из существительных и прилагательных:

| Корень | Перевод          | Субстантив | Перевод           |
| ------ | ---------------- | ---------- | ----------------- |
| gə̄lkˈə | старый (мужчина) | gəlkˈə́sən  | старость          |
| də̄mo   | большой          | dəmosə́n    | величие, важность |
| ʃimé   | мало, немного    | ʃimésən    | юность, молодость |

| mo                                                  | da    | dəmo-sə́n | só    | m             | sī   |
| 1PL:INCL:IND                                        | CONTR | big-NOM  | DET:M | NEUT:1PL:INCL | take |
| 'Давайте возьмём власть [в свои руки] (в регионе).' |       |          |       |               |      |

#### Морфология глагола
Не менее бедной является морфология глаголов языка мпаде.
Всего можно выделить 3 различные морфемы, характерные для этой лексической категории:
- Аппликативный суффикс /-a/ заменяет корневую гласную и служит для образования аппликативов от соответствующих глаголов, т.е. добавляет в описываемую глаголом ситуацию нового обязательного участника:

| Корень | Перевод          | Аппликатив | Перевод                             |
| ------ | ---------------- | ---------- | ----------------------------------- |
| sē     | готовить (еду)   | sa         | готовить (еду) для кого-то          |
| wē     | рожать (кого-то) | wa         | рожать (кого-то) где-то/для кого-то |
| swē    | плакать          | swa        | плакать из-за чего-то               |

| msə̄lwo                         | n-ō        | wa                 | [lé]DO   | [karágā]LOC |
| rabbit                         | 3SG:F-CMPL | give.birth.to:APPL | child:PL | woods       |
| 'Кролик родил ребёнка в лесу.' |            |                    |          |             |

- Каузативный суффикс /-l/ присоединяется к корню и служит для образования каузативов от соответствующих глаголов:

| Корень | Перевод                       | Каузатив | Перевод      |
| ------ | ----------------------------- | -------- | ------------ |
| kˈwāʃī | быть полным                   | kˈwāʃīl  | наполнить    |
| kˈwe   | быть сухим                    | kˈwel    | высушить     |
| bō     | прорастать, быть обнаруженным | bōl      | обнаруживать |

| aro=                            | mə́-l      | bō-l               | nəmân | ro-ngó           | dó    | =ho   |
| CONJ=                           | IRR-3SG:F | be.discovered-CAUS | money | MOD:F-POSS:2SG:M | DET:F | =L.P. |
| 'Затем она найдёт твои деньги.' |           |                    |       |                  |       |       |

- Плюракциональный префикс /n´-/ является очень продуктивным, присоединяется практически ко всем глаголам языка мпаде. Функция плюракционального префикса - обозначение множественности действия, описываемого глаголом, например:

| Корень | Перевод     | Дериват | Перевод                 |
| ------ | ----------- | ------- | ----------------------- |
| fé     | звать       | nfé     | звать многократно       |
| kē     | спрашивать  | nké     | спрашивать многократно  |
| bo     | прокалывать | mbó     | прокалывать многократно |

| ndá-l                                         | n-fé    | lé       | =n-gə́-də           | yó     |
| IMPRF:3SG:F                                   | PL-call | child:PL | =MOD:PL-POSS-3SG:F | DET:PL |
| 'Она зазывала (каждого из) её (своих) детей.' |         |          |                    |        |

#### Другие главные части речи
Кроме существительных и глаголов, в языке мпаде имеются также прилагательные, наречия и идеофоны.
- Прилагательные, как и существительные, могут обладать категорией множественного числа, которая выражается, как правило, с помощью суффикса /-e/; однако, в отличие от существительных, им не свойственна категория рода. Они также не перенимают род от существительного, к которому относятся.
- В отличие от прилагательного, которое обычно модифицирует значение внутри группы существительного, наречия обеспечивают модификацию на уровне предложений. Темпоральные (устанавливают временные рамки для ситуации предложения, в котором они встречаются) и эпистемические (придают говорящему степень уверенности относительно ситуации, описанной в предложении) наречия обычно встречаются в начале клаузы. Наречия манеры (передают некоторый аспект того, каким образом было выполнено действие пункта) встречаются в конце клаузы. Иногда наречия могут редуплицироваться для усиления значения. Кроме того, некоторые наречия могут функционировать, как усилители других наречий.
- Идеофоны похожи на наречия манеры в том, что касается функции, однако обладают определёнными уникальными свойствами. Редупликация идеофонов является средством указания на длительность действия, описанного в предложении. Идеофоны могут встречаться как в начале, так и в конце предложения, и содержат в себе информацию о том, каким образом было выполнено действие, а также, возможно, с каким звуком оно было произведено. Стоит отметить, что ни наречия, ни идеофоны не обладают морфологией как таковой; не присоединяют к себе никаких морфем.

#### Вспомогательные части речи
В языке мпаде можно выделить также несколько вспомогательных частей речи:

##### Адлоги
Адлоги можно разделить на три типа:
1. Переходные предлоги, за которыми всегда следует аргумент в виде именной фразы:
| a                                             | ka   | [ʤi        | ro=    | gó   | nəmân | dó]DO | =wa  |
| NEUT:3SG:M                                    | find | thing:CONC | MOD:F= | with | money | DET:F | =NEG |
| 'Он не мог найти ничего с монетами (внутри).' |      |            |        |      |       |       |      |

2. Амбитранзитивные (с переменной переходностью) предлоги, за которыми может не следовать аргумент в виде именной фразы:  
| [don                 | só]CS | nda     | [lə]CC | ʦˈā   | n   |
| 1SG:IND              | DET:M | be.at:M | PRO    | alone | 1SG |
| 'Я живу сам (один).' |       |         |        |       |     |

3. Переходные адлоги, которые являются предложными с полным NP-объектом, но послелогическими с местоименным объектом:
Ср. gē-i + NP, но pronoun + ga yó "рядом"; 
gó-l + NP, но pronoun + gó dó "на"

##### Числительные и нечисловые кванторы
Числительные и нечисловые кванторы могут функционировать как прилагательные, модифицируя значение существительных (1), но проявляют также и другие свойства, функционируя как аргумент предложения, либо как комплемент невербальной (2) и вербальной (3) предикации:
1. 
| maʃi                               | ā          | ndə | dəmo  | gó   | lé       | =n      | gokúro | yó     |
| hyena                              | 3SG:M:CMPL | see | sheep | with | child:PL | =MOD:PL | three  | DET:PL |
| 'Гиена увидела овцу и трёх детей.' |            |     |       |      |          |         |        |        |

2.
| [álge                                            | [=n     | ē        | ʤí     | tən]RC | yó]VCS | dúbú-é]VCC  |
| person:PL                                        | =MOD:PL | 3PL:CMPL | remain | ground | DET:PL | thousand-PL |
| 'Количество умерших людей исчислялось тысячами.' |         |          |        |        |        |             |

3.
| ā                                                             | ʤí     | =he      | garo | a          | gə  | rə       | gí=   | ā          | ʤí     | he    | pál |
| 3SG:M:CMPL                                                    | remain | =L.P.how | many | NEUT:3SG:M | say | 3SG:M:IO | COMP= | 3SG:M:CMPL | remain | =L.P. | one |
| '- Сколько осталось? - сказал он ему, - Только один остался.' |        |          |      |            |     |          |       |            |        |       |     |

##### Демонстративы
Демонстративы языка мпаде бывают двух типов: именные демонстративы и локальные деепричастные демонстративы. Оба типа демонстративов выполняют дейктическую функцию, указывая на что-то в контексте. Контекст может быть лингвистический (т.е. отсылка к чему-то ранее упомянутому) или экстралингвистический. В экстралингвистическом контексте объект, на который указывают, может быть видимым  или невидимым.  Демонстративы различаются по признаку проксимальный/дистальный, а также по роду и числу своего референта.

##### Определитель
Определитель в каком-то смысле сопоставим с такими сущностями, как определённый артикль английского языка, однако является объектом принципиально иной природы. Используя определитель, говорящий считает, что адресат может использовать контекст для определения референта именной фразы, зашифрованной определителем. Идентификация возможна на основании того, что:
1. Референт группы существительного, зашифрованный определителем, был ранее упомянут 
2. Референт группы существительного находится в семантической связи ранее упомянутой сущностью (например, метонимическая связь) 
3. Существительное относится к однозначно идентифицируемому референту (например, Солнцу)  
Всего существует три формы определителя, в зависимости от числа/рода:
| Род/число | Определитель |
| --------- | ------------ |
| M         | só           |
| F         | dó           |
| PL        | yó           |

В данном примере человек приближается к султанату, а затем стучит в дверь. Дверь считается идентифицируемой, поскольку она является частью султаната:
| ā                                                                 | də | gē-i          | ho-l-me             | dábrá | dó    | ā          | dā  | gó   | ʃé   | tab  | tab  | tab  |
| 3SG:M:CMPL                                                        | go | mouth-NMOD:PL | house-NMOD:F-sultan | dábrá | DET:F | 3SG:M:CMPL | hit | PREP | hand | IDEO | IDEO | IDEO |
| 'Он подошёл к султанату и постучал в неё (дверь): тук, тук, тук.' |    |               |                     |       |       |            |     |      |      |      |      |      |

Притяжательные определители - модифицирующий элемент, который почти всегда стоит первым после главного существительного и перед любыми другими модицифирующими элементами. Имеют значение принадлежности объекта референту. Всего существует 18 форм притяжательных определителей:
| Лицо/число | Женский род главного существительного | Неженский род главного существительного |
| ---------- | ------------------------------------- | --------------------------------------- |
| 1SG        | rogu                                  | ngu                                     |
| 2SG:M      | rongó                                 | ngó                                     |
| 2SG:F      | róm                                   | ḿ                                       |
| 3SG:M      | rogən                                 | ngən                                    |
| 3SG:F      | rogə́də                                | ngə́də                                   |
| 1PL:INCL   | rogə́mo                                | ngə́mo                                   |
| 1PL:EXCL   | rogə́ne                                | ngə́ne                                   |
| 2PL        | rón                                   | ń                                       |
| 3PL        | rogə́dan                               | ngə́dan                                  |

##### Местоимения
Класс местоимений делится на 5 типов: независимые местоимения, косвенные объектные местоимения, прямые объектные местоимения, предложные местоимения, притяжательные местоимения. По сути, первые 4 типа по функции в той или иной степени совпадают с личными местоимениями русского языка, однако, в силу отсутствия в языке падежей как таковых, возникает вполне логичная ситуация разделения этого подкласса.  Так, косвенные объектные местоимения  по значению можно сопоставить с безпредложными формами косвенных падежей, кроме винительного; прямые объектные - с безпредложными формами винительного падежа, а предложные - с предложными формами всех косвенных падежей. Притяжательные местоимения и по функции, и по количеству форм совпадают с притяжательными определителями: 
| Лицо/число | Женский род главного существительного | Неженский род главного существительного |
| ---------- | ------------------------------------- | --------------------------------------- |
| 1SG        | nogu                                  | engu                                    |
| 2SG:M      | nongó                                 | engó                                    |
| 2SG:F      | nóm                                   | ém                                      |
| 3SG:M      | nogən                                 | engən                                   |
| 3SG:F      | nogə́də                                | engə́də                                  |
| 1PL:INCL   | nogə́mo                                | engə́mo                                  |
| 1PL:EXCL   | nogə́ne                                | engə́ne                                  |
| 2PL        | nón                                   | én                                      |
| 3PL        | nogə́dan                               | engə́dan                                 |

##### Локативные частицы
Локативные частицы ni, =he, =ho и yo выражают информацию о положении/направлении в предложениях. Являются взаимоисключающими. 
Частица ni встречается только с четырьмя глаголами движения: də̄ "идти куда-то", do "брать (что-то) где-то", fo "бежать куда-то" и kə "составлять компанию, аккомпанировать (кому-то) где-то". Действие, описываемое этими глаголами, в языке мпаде должно быть где-то выполнено. Если нет выражаемого местоположения или направления, то ni используется, чтобы выполнить требование выражения местоположения или направления. То есть наличие ni является синтаксически обязательным для четырёх рассматриваемых глаголов, когда не дано другого выражения местоположения или направления.
Частица =he указывает, что действие предложения, в котором она встретилась, происходит в направлении вниз либо к исходной точке предложения.
Частица =ho указывает, что действие предложения, в котором она встретилась, происходит в направлении к исходной точке предложения.
Частица yo указывает, что действие предложения, в котором она встретилась, происходит в направлении от точки отсчёта предложения, определяемой из контекста.

#### Грамматические маркеры
Многие значения лексических категорий языка мпаде выражаются грамматическими маркерами, которые не входят в состав соответствующих словоформ, но представляют из себя отдельные единицы. Таковыми являются:

##### Рефлексивный маркерsi (REFL) иреципрокальный маркерmarágə (RECIP)
В случае, если референт рефлексивного маркера является одушевлённым, то он выполняет действие клаузы, направленное на себя - прототипическую рефлексивную функцию.
| gáko                           | dó    | ā          | fō  | ní   | ā          | kˈə̄ma | si   |
| front                          | DET:F | 3SG:M:CMPL | run | L.P. | 3SG:M:CMPL | hide  | REFL |
| 'После он убежал и спрятался.' |       |            |     |      |            |       |      |

Если референт рефлексивного маркера является неодушевлённым, то он затронут действием клаузы, но может быть неизвестно, кто/что осуществило это действие.
| mpadə                                                          | dó    | gēre    | má  | i        | hə̄n | si   | a    | lə  | =wa  |
| Makary                                                         | DET:F | farming | FOC | NEUT:3PL | do  | REFL | PREP | LOC | =NEG |
| 'Там, в Макари, фермерство даже не практиковалось (до этого).' |       |         |     |          |     |      |      |     |      |

Функция реципрокального маркера определяется его положением внутри предложения. Когда он стоит непосредственно после глагола (без понятного прямого объекта), это указывает, что референты маркера взаимно осуществляют действие клаузы друг на друга - прототипическая реципрокальная функция.
| tíā                                          | do    | mēgə   | yó     | i        | sə́n  | marágə | =wa  |
| olden.times                                  | DET:F | people | DET:PL | NEUT:3PL | know | RECIP  | =NEG |
| 'В старые времена люди не знали друг друга.' |       |        |        |          |      |        |      |

Когда он стоит после прямого объекта, реципрокальный маркер указывает на то, что действие клаузы приводит к некоей взаимосвязи между референтами прямого объекта - они "находятся вместе" способом, переданным значением глагола.
| ndá-y                        | do   | séró | marágə |
| INCMPL-3PL                   | take | sand | RECIP  |
| 'Они вместе собирали песок.' |      |      |        |

В случае, если реципрокальный маркер является объектом предлога в предложении, референты подлежащего находятся вместе таким образом, который передаётся значением глагола и предлога.
| aro=                                                           | m             | só    | gó-l        | marágə | =ho   |
| CONJ=                                                          | NEUT:1PL:INCL | enter | head-NMOD:F | RECIP  | =L.P. |
| 'Тогда давай заберёмся друг на друга (на вершину друг друга).' |               |       |             |        |       |

##### Субъектные маркеры и маркеры аспекта/модуса
Субъектные маркеры являются обязательным элементом любой глагольной сказуемости (за исключением императивов 2sg). Они кодируют лицо и число своего референта (а в случае с 3sg - род).
Маркеры аспекта/модуса всегда прикрепляются к субъектным маркерам, и, как следует из названия, кодируют аспектуальную и модальную информацию для предложения, в котором встречаются.
Полная таблица соответствующих маркеров приведена ниже:
| Лицо     | Субъектный маркер | CMPL | INCMPL | IRR  | VOL    | PROH | NEUT |
| -------- | ----------------- | ---- | ------ | ---- | ------ | ---- | ---- |
|          |                   | -ō   | ndá-   | m´-  | yá(g)- | tá-  | ∅    |
| 1SG      | w                 | wō   | ndáw   | mú   | yáw    | táw  | u    |
| 2SG      | g                 | gō   | ndág   | mə́g  | yág    | tág  | gə   |
| 3SG:M    | a                 | ā    | nda    | má   | yága   | tá   | a    |
| 3SG:F    | l                 | nō   | ndál   | mə́l  | yál    | tál  | əl   |
| 1PL:INCL | m                 | mō   | ndám   | ḿ    | yám    | tám  | m    |
| 1PL:EXCL | ne                | nē   | ndáne  | mə́ne | yáne   | táne | ne   |
| 2PL      | we                | wē   | ndáwe  | mə́we | yágwe  | táwe | we   |
| 3PL      | y                 | (y)ē | ndáy   | mí   | yáy    | táy  | i    |

##### Модифицирующие маркеры
Модифицирующие маркеры используются, когда основное существительное модифицируется другим элементом.
Если модифицирующий элемент сам по себе является существительным, то используются следующие маркеры:
sə= (nmod:m); =l (nmod:f); =i (nmod:pl)
Они совпадают по роду и числу с главным существительным. Например:
| ūɗa                  | =l      | wo      |
| limit                | =NMOD:F | village |
| 'Граница поселения.' |         |         |

| amefú                                   | =i       | ēni  |
| gruel                                   | =NMOD:PL | milk |
| 'Молочная каша.' (букв. каша из молока) |          |      |

Если модифицирующий элемент не является именным, то используются маркеры ro= (mod:f) и =n (mod:m/pl)
Соответствующие примеры на разные типы модифицирующих элементов:
| Пример                                                        | Пример                  | Пример                  | Пример                  | Пример                  | Перевод              | Модификация                 |
| ------------------------------------------------------------- | ----------------------- | ----------------------- | ----------------------- | ----------------------- | -------------------- | --------------------------- |
| hə́ngw-é goat-pl                                               | =n-g-u =MOD:PL-POSS-1SG | =n-g-u =MOD:PL-POSS-1SG | =n-g-u =MOD:PL-POSS-1SG | =n-g-u =MOD:PL-POSS-1SG | Мои козы             | Притяжательный определитель |
| ngō place                                                     | ro= MOD:F=              | sə́lə́m black             | sə́lə́m black             | sə́lə́m black             | Чёрное пятно         | Прилагательное              |
| blō man                                                       | =n =MOD:M               | si NONSPEC:M            | si NONSPEC:M            | si NONSPEC:M            | Кто-то/мужчина       | Неспецифицирующий маркер    |
| wo village                                                    | ro= MOD:F=              | gó with                 | me sultan               | me sultan               | Поселение с султаном | Предложная фраза            |
| nyi [ro= m-ú gə to]RC thing:abstr mod:f= irr-1sg say 2sg:f:io | [ro= MOD:F=             | m-ú IRR-1SG             | gə say                  | to]RC 2SG:F:IO          | Что я бы сказал тебе | Относительное предложение   |

##### Неспецифицирующий маркер
Неспецифицирующий маркер кодирует неспецифичность референта главного существительного. Используются формы so (nonspec:f) и si (nonspec:m/pl)

##### Копула
Копула (связка) используется в трёх из четырёх главных типов неглагольной предикации:
Презенсная связочная конструкция - использование ndó (pres) в качестве связки:
| [mā                      | dó]CS | ndó  | [māwɗa]CC |
| woman                    | DET:F | PRES | monster   |
| 'Женщина была монстром.' |       |      |           |

Комитативная связочная конструкция - использование переходного предлога gó "с" в качестве связки
| [abá                         | =n-gə́-dan]CS    | gó   | [nəmân | káɗágə]CS |
| father                       | =MOD:M-POSS-3PL | with | money  | a.lot     |
| 'Его отец имел много денег.' |                 |      |        |           |

Локативная связочная конструкция - использование чувствительной к роду и числу связки nda "быть на/в":
| [abá                   | só]CS | nda     | [skó]CC |
| father                 | DET:M | be.at:M | field   |
| 'Его отец был в поле.' |       |         |         |

##### Сочинительныеиподчинительныемаркеры
Существует целый ряд маркеров, которые служат для связывания предложений и указания взаимосвязи между ситуациями, описываемыми в этих предложениях. Вот некоторые из них:
| Маркер          | Значение/функция                                                  | Позиция в предложении |
| --------------- | ----------------------------------------------------------------- | --------------------- |
| ngō ro … kˈani= | "Когда... тогда"                                                  | Начальная             |
| aro=            | Маркер последовательности и маркер временного/условного аподосиса | Начальная             |
| kanía           | Последствие                                                       | Начальная             |
| təmo            | Последствие                                                       | Конечная              |
| yahe            | Конкессивное                                                      | Конечная              |

Например, адверсативный (противительный) маркер ɗamá будет являться аналогом русского "но" в следующем предложении: 
| aro=                                               | m-á       | te     | =hé   | m-á       | fo        | kən      | hálbō | =n-gə-n           | ɗamá   |
| CONJ=                                              | IRR-3SG:M | return | =L.P. | IRR-3SG:M | give:APPL | 2SG:M:IO | shoe  | =MOD:M-POSS-3SG:M | ADVERS |
| 'Затем он вернётся и даст тебе его ботинки, но...' |           |        |       |           |           |          |       |                   |        |

##### Комплементайзер
Маркер gí= используется для введения предложений дополнений (комплементов), придаточных предложений причины и прямо или косвенно сообщаемой речи.

##### Отрицательный маркер
Отрицательный маркер =wa встречается только в конечной позиции клаузы. Чтобы понять, главная или придаточная часть сложного предложения с маркером =wa отрицается, необходимо обратить внимание на контекст, например:
| a                                             | yá   | gə=   | mā    | [ro=   | n-ō        | bo   | ga    | =wa]RC |
| NEUT:3SG:M                                    | want | PREP= | woman | MOD:F= | 3SG:F-CMPL | have | mouth | =NEG   |
| 'Он искал женщину, у которой не было бы рта.' |      |       |       |        |            |      |       |        |

В данном случае из контекста становится ясно, что он (гиена) ищет женщину без рта, потому что хочет, чтобы она приготовила для него козлёнка, которого не сможет съесть сама.

##### Вопросительные маркеры
Для постановки полярного вопроса (вопроса, на который можно ответить либо да, либо нет) используется маркер =wo, встречающийся только в конечной позиции клаузы
Для постановки разделительного вопроса (вопроса с тегом, tag question - то есть такого, когда говорящий запрашивает у адресата подтверждение того, что считает правдой) используется маркер =wá, встречающийся только в конечной позиции клаузы
Альтернативные вопросы (вопросы, которые предполагают выбор между несколькими вариантами ответов) строятся при помощи дизъюнктивного маркера lá(bā) "или" по следующей схеме:
CLAUSE1 INTERR lábā CLAUSE2 (NEG)
Например:
| g-ō                     | ndə | =wo  | lábā | g-ō      | ndə | =wa  |
| 2SG-CMPL                | see | =POL | or   | 2SG-CMPL | see | =NEG |
| 'Ты видел это или нет?' |     |      |      |          |     |      |

##### Маркеры информационной структуры
Мпаде широко использует размещение именной фразы в предсубъектной позиции с целью структурирования информации. Предсубъектная именная фраза может быть немаркирована или закодирована небольшим набором маркеров, которые указывают на прагматическую функцию референта предсубъектной именной фразы в предложении, в котором они встречаются.
Список соответствующих маркеров представлен ниже:
| Маркер  | Функция                       | Комментарии |
| ------- | ----------------------------- | --- |
| NP Ø    | Топикализация                 | Референтом NP является тема предложения                                                                                              |
| NP da   | Контрастный фокус             | Противопоставление референта NP открытому набору других возможных референтов                                                         |
| NP ɗe   | Смена темы                    | Противопоставление референта NP замкнутому набору известных участников дискурса                                                      |
| NP má   | Фокус                         | Выделение референта NP без каких-либо черт контраста                                                                                 |
| NP yahe | Уступка                       | Выражение удивления/обманутого ожидания того, что, несмотря на (определённые атрибуты) референта NP, ситуация клаузы остаётся верной |
| NP ɗamá | Контраст (противопоставление) | Противопоставление референта NP другим участникам дискурса                                                                           |

## Типологическая характеристика

### Тип (степень свободы) выражения грамматических значений
Язык мпаде очень беден с морфемной точки зрения; является практически образцовым представителем аналитических языков. В языке мпаде насчитывается всего 8 морфем - 5 для существительных и 3 для глаголов. Большинство грамматических значений выражаются отдельными служебными словами. Например:    
| gə̄rəm                                                                                              | dó    | n-ō        | ʃīn  | gə́-də      | kˈani= | n-ō        | ʦˈāga    | əl         | díʧˈi | en-gə́-də       | yó     |
| woman                                                                                              | DET:F | 3SG:F-CMPL | hear | PREP-3SG:F | CONJ=  | 3SG:F-CMPL | stand.up | NEUT:3SG:F | pound | 3PL-PREP-3SG:F | DET:PL |
| 'Его (т. е. фермера) жена услышала её приближение и встала, чтобы растолочь немного своего зерна.' |       |            |      |            |        |            |          |            |       |                |        |

### Характер границы между морфемами
Язык мпаде стремится к полной изоляции по нескольким причинам:
- Каждый из имеющихся аффиксов выражает ровно одно значение/имеет ровно одну функцию
- Практически единственным известным фонетическим процессом на стыке морфем является[17] чередование /n/ → [r]. Оно встречается только в четырёх ситуациях, которые отмечены ниже:

| Морфологический процесс (ситуация чередования) | Корень | Значение | Дериват | Значение |
| ---------------------------------------------- | ------ | -------- | ------- | -------- |
| Образование множественного числа /-e/          | bəskon | лошадь   | bəskórē | лошади   |
| Образование инфинитива /-ə́n/                   | sə́n    | знать    | sərə́n   | знание   |
| Номинализация продукта /-i/                    | mban   | купать   | mbāri   | купание  |
| Нерегулярное образование императива            | mban   | купать   | m mboro | купай    |

Причём присутствие [r] в этих контекстах является вероятным следствием фонотактических ограничений языка, которые препятствуют произнесению смежных гласных, и не противоречит тезису об изолирующей природе языка мпаде.
Следующий пример наглядно демонстрирует описываемую тенденцию:
| aro=                       | gə̄rəm | ro-gə-n          | dó    | gó   | gómnárū   | =n-gə́-də          | nda     | lə  |
| CONJ=                      | woman | MOD:F-POSS-3SG:M | DET:F | with | boyfriend | =MOD:M-POSS-3SG:F | be.at:M | PRO |
| 'У его жены был любовник.' |       |                  |       |      |           |                   |         |     |

### Локус маркирования

#### Посессивная именная группа
В языке мпаде есть несколько способов построения посессивной именной группы:

##### Посессивная именная группа с притяжательным определителем
Притяжательный определитель представляет из себя модификатор существительного и имеет следующую структуру: MODIFYING.MARKER-POSSESSION-PERSON/NUMBER/(GENDER)
Модифицирующий маркер кодирует род и число главного существительного, которое зачастую обозначает посессив, а местоименный элемент, следующий за маркером посессивности, кодирует лицо, число и род посессора.

##### Посессивная именная группа с притяжательным местоимением
Притяжательное местоимение имеет схожую с определителем структуру, но вместо модифицирующих маркеров =n (mod:m/pl) и ro= (mod:f) соответственно имеет в своей структуре части en (3sg:m/3pl) либо no (3sg:f).
Притяжательное местоимение используется, когда посессив известен/понятен в контексте.

##### Пример
| ā                                                                      | ʤí     | gə=   | gə̄rəm | ro-gə-n          | msī    | gēre    | ɗe  | ā          | ʤí     | gə=   | no-gə-n          | dó    |
| 3SG:M:CMPL                                                             | reject | PREP= | woman | MOD:F-POSS-3SG:M | man.of | farming | TOP | 3SG:M:CMPL | reject | PREP= | 3SG:F-POSS-3SG:M | DET:F |
| '(Богач) развёлся со своей женой, а фермер развёлся со своей (женой).' |        |       |       |                  |        |         |     |            |        |       |                  |       |

В первой части данного предложения использована конструкция с притяжательным определителем, во второй - с притяжательным местоимением.

##### Посессивная именная группа с притяжательным местоимением и выраженным номинально посессором
Когда посессив известен/понятен из контекста, а владелец выражен номинально, используются формы engə (3sg:m/3pl) и nogə (3sg:f)

##### Пример
| msī                                                                                  | gēre    | ɗe  | ā          | sī   | no-gə      | msī      | nəmân | só    | dó    |
| man.of                                                                               | farming | TOP | 3SG:M:CMPL | take | 3SG:F-POSS | owner.of | money | DET:M | DET:F |
| 'Фермер взял (то есть женился) богача (т.е. жену).' 'Фермер женился на жене богача.' |         |     |            |      |            |          |       |       |       |

##### Вывод
В конструкциях с притяжательным определителем и местоимением маркирование является аналитическим двойным (так как в определителе кодируются признаки и посессива, и посессора).
Если считать притяжательное местоимение в конструкциях с выраженным номинально посессором непосредственным эквивалентом посессива, то такое маркирование можно считать аналитическим зависимостным (так как в модификаторе закодированы только признаки посессива)

#### Предикация

##### Невербальная (неглагольная) предикация
В двух из трёх описанных выше типах невербальной предикации (презенсная связочная конструкция; комитативная связочная конструкция) маркирование отсутствует; вершина не имеет грамматических показателей как таковых, отношения между актантами выражаются порядком слов:
| [mā                      | dó]CS | ndó  | [māwɗa]CC |
| woman                    | DET:F | PRES | monster   |
| 'Женщина была монстром.' |       |      |           |

| [abá                         | =n-gə́-dan]CS   | gó   | [nəmân | káɗágə]CS |
| father                       | =MOD:M-POSS-3P | with | money  | a.lot     |
| 'Его отец имел много денег.' |                |      |        |           |

В третьем типе невербальной предикации, а именно - в локативной связочной конструкции, зависимое управляет родом и числом предиката, что можно считать свидетельством зависимостного маркирования (отношения между актантами всё ещё выражаются исключительно порядком слов):
| [abá                   | só]CS | nda     | [skó]CC |
| father                 | DET:M | be.at:M | field   |
| 'Его отец был в поле.' |       |         |         |

##### Вербальная (глагольная) предикация
В случае с вербальной предикацией, как было описано выше, обязательными к выражению являются субъектные маркеры и маркеры аспекта/модуса. При этом они, как правило, составляют единое целое - единый модификатор для субъекта и предиката. 
Таким образом, в случае вербальной предикации осуществляется аналитическое двойное маркирование - в модификаторе закодированы признаки и предиката, и его актанта (субъекта).

##### Пример
| aro=                                                         | lo    | só    | ē        | də | ngō   | dó    | kˈani= |
| CONJ=                                                        | child | DET:M | 3PL:CMPL | go | place | DET:F | CONJ=  |
| 'Затем сын (и остальные) отправились на место (в султанат).' |       |       |          |    |       |       |        |

##### Вывод
Для невербальной предикации языка мпаде характерно зависимостное маркирование в случае, если речь идёт о локативной связочной конструкции, и отсутствие маркирования, если речь идёт о других типах. 
Для вербальной предикации языка мпаде характерно аналитическое двойное маркирование.

### Тип ролевой кодировки
Мпаде представляет из себя язык директного типа ролевой кодировки. Различия между субъектами транзитивной и нетранзитивной клаузы, а также объектом транзитивной клаузы, не проводится; объект однозначно определяется за счёт строгого порядка слов. 
Как было сказано выше, существуют формы прямых и косвенных объектных местоимений, которые различаются по форме и по области употребления (первые употребляются с переходными глаголами, вторые - с непереходными); маркеры субъекта зачастую ведут себя как личные местоимения - здесь и только здесь язык демонстрирует черты номинативно-аккузативного типа кодировки. В остальных случаях неоспоримым является факт его директивности. 
Соответствующие формы отражены в таблицах:
| Лицо     | Форма |
| -------- | ----- |
| 1sg      | n     |
| 2sg:m    | kə́n   |
| 2sg:f    | tó    |
| 3sg:m    | rə    |
| 3sg:f    | də́    |
| 1pl:incl | mo    |
| 1pl:excl | ne    |
| 2pl      | re    |
| 3pl      | dán   |

| Лицо     | Форма |
| -------- | ----- |
| 1sg      | n     |
| 2sg:m    | kən   |
| 2sg:f    | to    |
| 3sg:m    | rə    |
| 3sg:f    | də    |
| 1pl:incl | mo    |
| 1pl:excl | ne    |
| 2pl      | re    |
| 3pl      | dan   |

#### Пример
| [séló                                                         | [=n    | a          | fə́ra    | tó]RC]CS | nda     | [lə]CC | =wo  |
| bird                                                          | =MOD:M | NEUT:3SG:M | surpass | 2SG:F:DO | be.at:M | PRO    | =POL |
| 'Есть ли птица, которая превосходит тебя (в этом отношении)?' |        |            |         |          |         |        |      |

| ē                                   | də́gā | [kən]IO  | [kíɗa | ro-gə́-dan]DO   | =wo  |
| 3PL:CMPL                            | show | 2SG:M:IO | work  | MOD:F-POSS-3PL | =POL |
| 'Показали ли они тебе свою работу?' |      |          |       |                |      |

### Базовый порядок слов
Базовый порядок слов для языка мпаде - AVO/SV, где V обозначает глагол, A - наиболее похожий на агенс аргумент переходного предложения, O - наиболее похожий на пациенс аргумент переходного предложения и S - единственный аргумент непереходного предложения.

#### Пример
| kˈani=                                | ā          | lāɓa  | asám   |
| CONJ=                                 | 3SG:M:CMPL | crush | poison |
| 'Затем он раздавил (наступил на) яд.' |            |       |        |

| blō                  | =n     | si        | ā          | ʃīn  | gə́-dan   |
| man                  | =MOD:M | NONSPEC:M | 3SG:M:CMPL | hear | PREP-3PL |
| 'Кто-то услышал их.' |        |           |            |      |          |

| ā                 | də̄ | ní   | gó   | lə  |
| 3SG:M:CMPL        | go | L.P. | with | PRO |
| 'Он ушёл с этим.' |    |      |      |     |

## Алфавит
Алфавит языка мпаде - на латинской основе: 
A a, B b, Ɓ ɓ, C c, C' c', D d, Ɗ ɗ, E e, F f, G g, H h, I i, Ɨ ɨ, J j, K k, K' k', L l, M m, N n, O o, P p, R r, S s, S' s', Sh sh, T t, U u, W w, Y y, Z z

## Фонетика и фонология

### Согласные
Язык мпаде содержит следующие согласные:
|                     |                   | Губные | Переднеязычные | Палатальные | Велярные | Велярные | Глоттальные |
| Нелабиализованные   | Лабиализованные   | Губные | Переднеязычные | Палатальные |          |          |             |
| ------------------- | ----------------- | ------ | -------------- | ----------- | -------- | -------- | ----------- |
| Смычные и аффрикаты | Глухие            | p      | t              | tʃ          | k        | kʷ       |             |
| Смычные и аффрикаты | Звонкие           | b      | d              | dʒ          | ɡ        | ɡʷ       |             |
| Смычные и аффрикаты | Абруптивные       |        | tsʼ            | tʃʼ         | kʼ       | kʷʼ      |             |
| Смычные и аффрикаты | Имплозивные       | ɓ      | ɗ              |             |          |          |             |
| Смычные и аффрикаты | Преназализованные | mb     | nd             |             | ŋɡ       |          |             |
| Фрикативные         | Voiceless         | f      | s              | ʃ           |          |          | h           |
| Фрикативные         | Voiced            |        | z              |             |          |          |             |
| Носовые             | Носовые           | m      | n              |             |          |          |             |
| Латеральные         | Латеральные       |        | l              |             |          |          |             |
| Дрожащие            | Дрожащие          |        | r              |             |          |          |             |
| Полугласные         | Полугласные       |        |                | j           |          | w        |             |

### Гласные
Язык мпаде содержит следующие гласные:
|                  | Передний ряд | Задний ряд, неогубленные | Задний ряд, огубленные |
| ---------------- | ------------ | ------------------------ | ---------------------- |
| Верхний подъём   | i            | ɨ                        | u                      |
| Неверхний подъём | e            | a                        | o                      |

## Тональная система
Язык мпаде использует систему из пяти тонов. Это:
Низкий тон (L): без обозначения; a
Средний тон (ML): отмечен макроном; ā
Высокий тон (H): отмечен акутом; ā
Нисходящий (FL): â
Восходящий (R): ǎ
Восходящий тон встречается только в конце очень небольшого количества слов, которые также демонстрируют необычное свойство - содержат долгие гласные. Например:
fǐ: "вонь"
fígǒ: "жемчужина"
Нисходящий тон также встречается только в конце слов.
На тон не влияют смежные согласные; качество гласной, на которой реализуется тон; структура того слога, в котором встречается тон.
Тон в языке мпаде является как лексически, так и грамматически релевантным.

## Список сокращений
| Обозначение | Расшифровка                                            |
| ----------- | ------------------------------------------------------ |
| =           | Помечает присоединяемый как клитику элемент            |
| 1           | Первое лицо                                            |
| 2           | Второе лицо                                            |
| 3           | Третье лицо                                            |
| A           | Самый похожий на агенс аргумент переходной клаузы      |
| ABSTR       | Абстрактный                                            |
| ADJP        | Адъективная группа                                     |
| ADVERS      | Адверсатив                                             |
| ADVCL       | Деепричастное предложение                              |
| APPL        | Аппликатив                                             |
| CAUS        | Каузативный суффикс                                    |
| CC          | Связочный комплемент                                   |
| CMPL        | Аспект завершённости                                   |
| COCL        | Дополнительное предложение                             |
| COMP        | Комплементайзер                                        |
| CONC        | Конкретный                                             |
| CONJ        | Последовательные и непоследовательные маркеры          |
| CONTR       | Контрастный фокус                                      |
| CS          | Субъект связки                                         |
| DEM         | Демонстратив                                           |
| DET         | Определитель                                           |
| DISJ        | Дизъюнкция                                             |
| DIST        | Дистантный (демонстратив)                              |
| DO          | Прямой объект                                          |
| EXCL        | Исключающий (эксклюзивный)                             |
| F           | Женский род                                            |
| FL          | Нисходящий тон                                         |
| FOC         | Фокусный маркер                                        |
| H           | Высокий тон                                            |
| IDEO        | Идеофон                                                |
| IMP         | Императив                                              |
| INCL        | Включающий (инклюзивный)                               |
| INCMPL      | Аспект незавершённости                                 |
| IND         | Независимое местоимение                                |
| INF         | Инфинитив                                              |
| INTENS      | Интенсификатор                                         |
| INTERJ      | Междометие                                             |
| INTR.       | Непереходный                                           |
| IO          | Непрямой объект                                        |
| IRR         | Ирреалис (нереальное наклонение)                       |
| L           | Низкий тон                                             |
| LAD         | Локальный наречный демонстратив                        |
| LINK        | Связочный элемент                                      |
| LOC         | Место                                                  |
| L.P.        | Локативная частица                                     |
| M           | Мужской род                                            |
| ML          | Средний тон                                            |
| MC          | Главное предложение                                    |
| MMR         | Маркер средства-способа-причины                        |
| MOD         | Несуществительный маркер модификации                   |
| NEG         | Отрицательный                                          |
| NEUT        | Нейтральный аспект                                     |
| NMOD        | Существительный маркер модификации                     |
| NOM         | Номинализатор                                          |
| NONSPEC     | Не специфичный                                         |
| NP          | Группа существительного                                |
| O           | Наиболее похожий на пациенс аргумент переходной клаузы |
| PL          | Множественное число, плюракционализм                   |
| POL         | Полярный вопрос                                        |
| POSS        | Посессивность                                          |
| PREP        | Предлог                                                |
| PRES        | Презенсная связка                                      |
| PRO         | Нечеловеческое/локативное местоимение                  |
| PROH        | Прохибитив (запретительное наклонение)                 |
| QUAN        | Квантификатор                                          |
| R           | Восходящий тон                                         |
| RC          | Относительное предложение                              |
| RECIP       | Реципрокальный (взаимный)                              |
| REFL        | Рефлексивный                                           |
| SG          | Единственное число                                     |
| TAG         | Разделительный вопрос                                  |
| TOP         | Маркер смены темы                                      |
| TR.         | Переходный                                             |
| VCC         | Комплемент безглагольного предложения                  |
| VCS         | Субъект безглагольного предложения                     |
| VOL         | Желательное наклонение                                 |